# Joseanthus cuatrecasasii
Espèce
Statut de conservation UICN

 EN  : En danger
Joseanthus cuatrecasasii est une espèce de plantes du genre Joseanthus de la famille des Asteraceae et de la sous-famille des Vernonioideae.